# 菲爾·路德
菲爾·路德（Phil Rudd，全名菲利普·休·諾曼·路德（Phillip Hugh Norman Rudd），1954年5月19日—）是一名澳洲音樂家、鼓手，搖滾樂團AC/DC的成員之一。

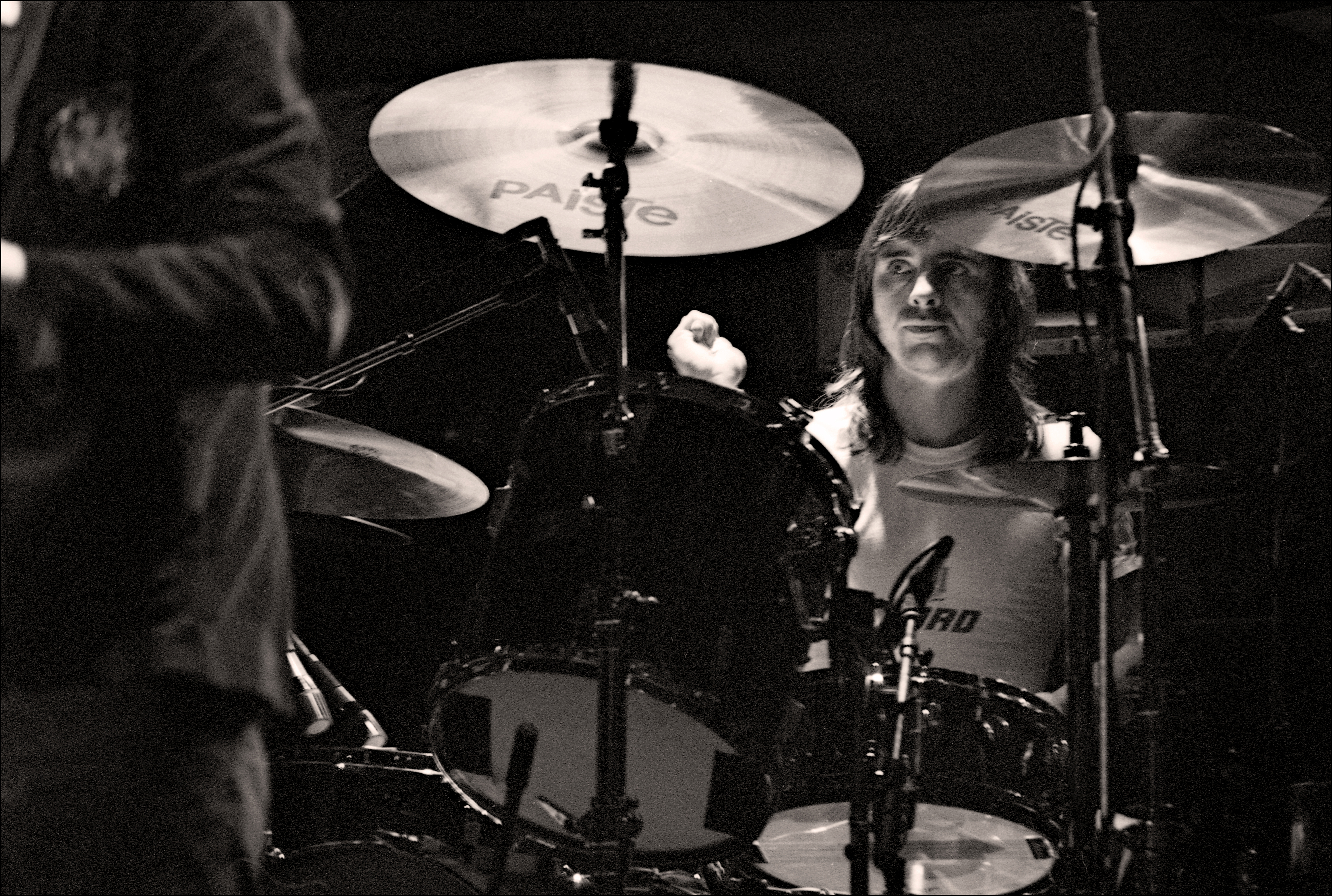
菲爾·路德

菲爾·路德出生於澳洲墨爾本，1974年加入AC/DC成為樂團的鼓手。1983年，他因藥物與酒精問題與吉他手馬爾科姆·楊發生爭吵而退團，直到1994年才重新加入。2020年AC/DC宣布復出時，路德是樂團目前五人成員（與安格斯、史提維、布萊恩、克里夫）之一。